# پولونارووا
پولونارووا (به لاتین: Polonnaruwa) یک منطقهٔ مسکونی در سری‌لانکا است که در استان شمال مرکزی، سری‌لانکا واقع شده‌است.

## نگارخانه

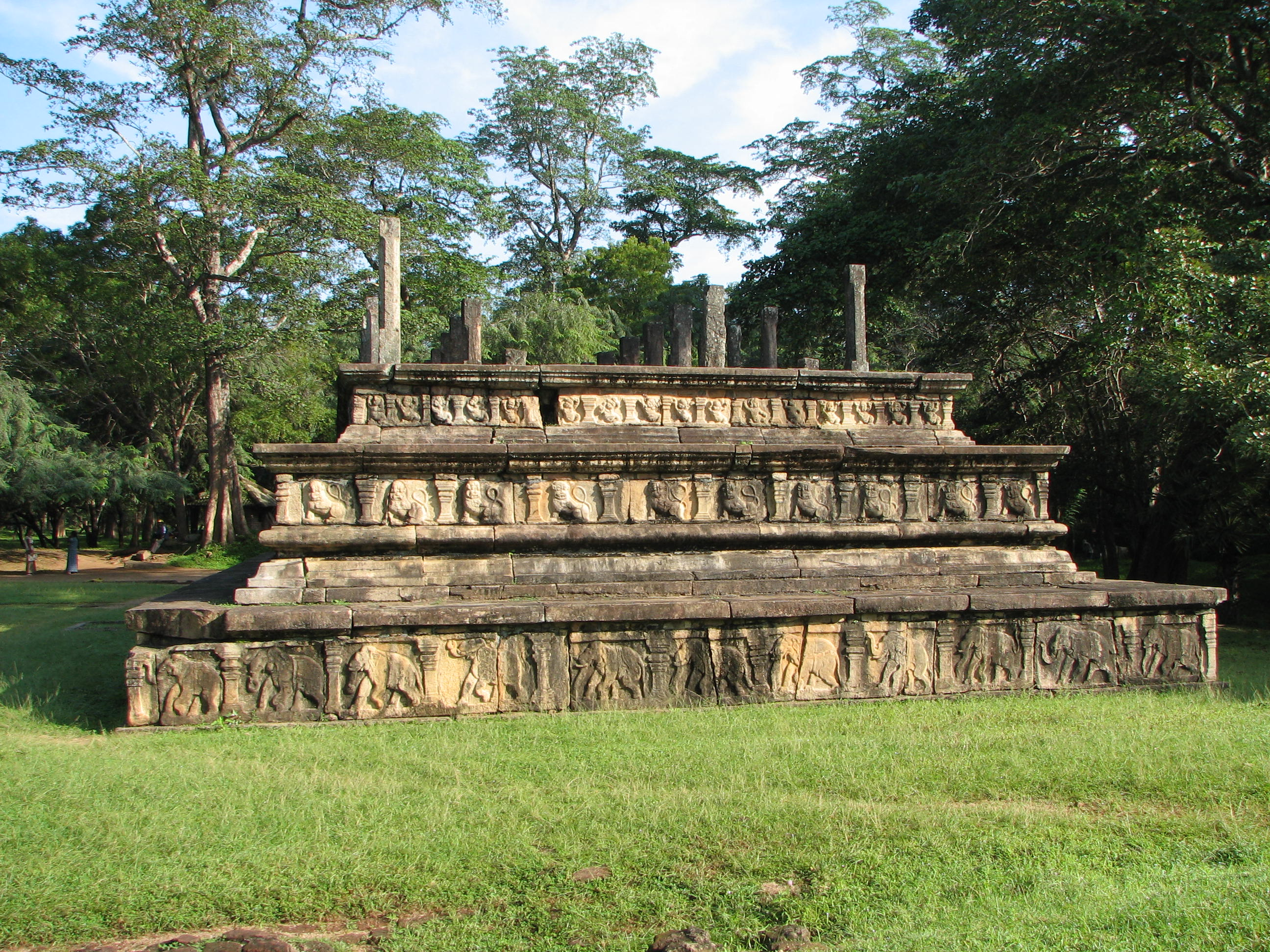
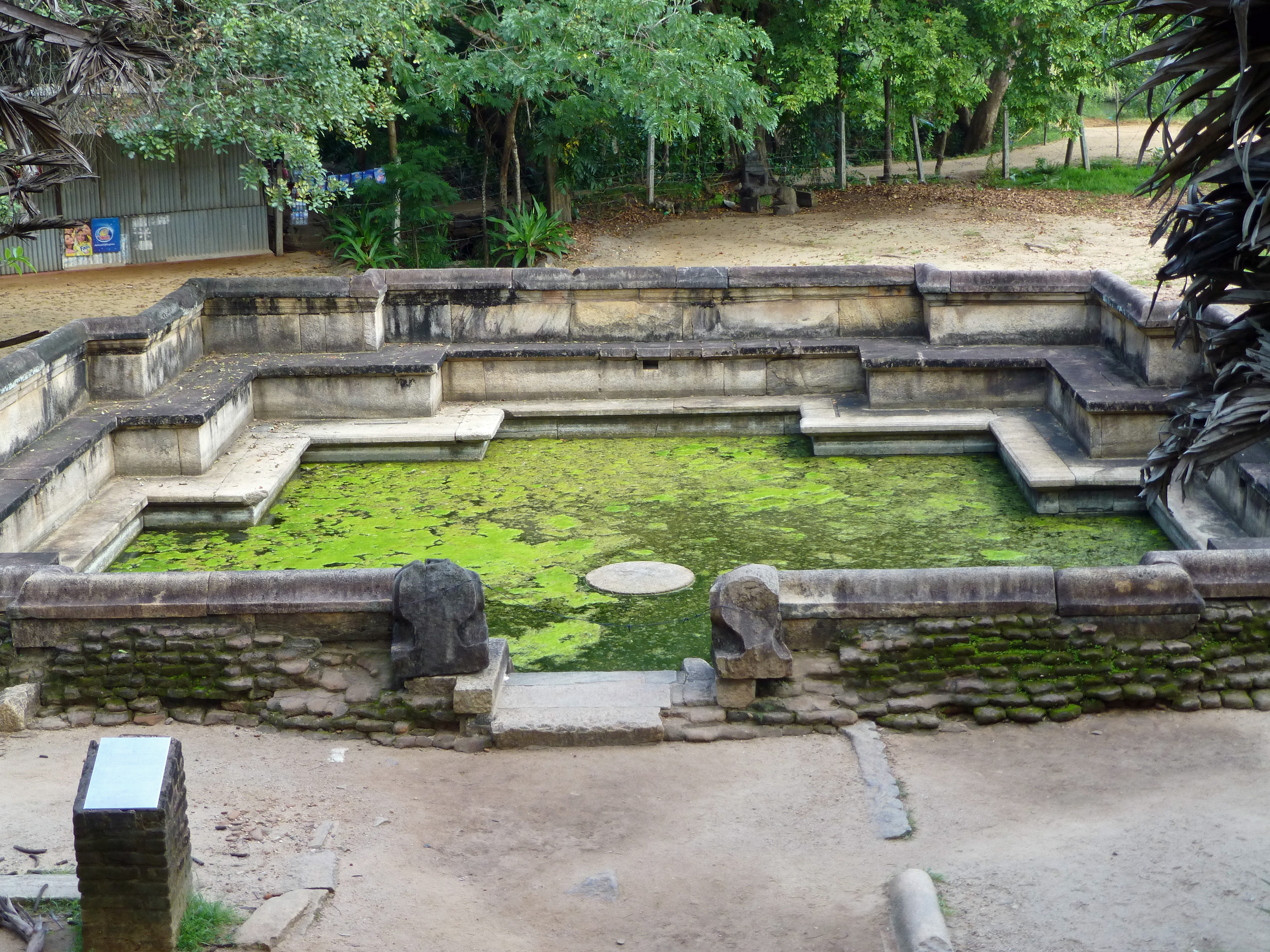
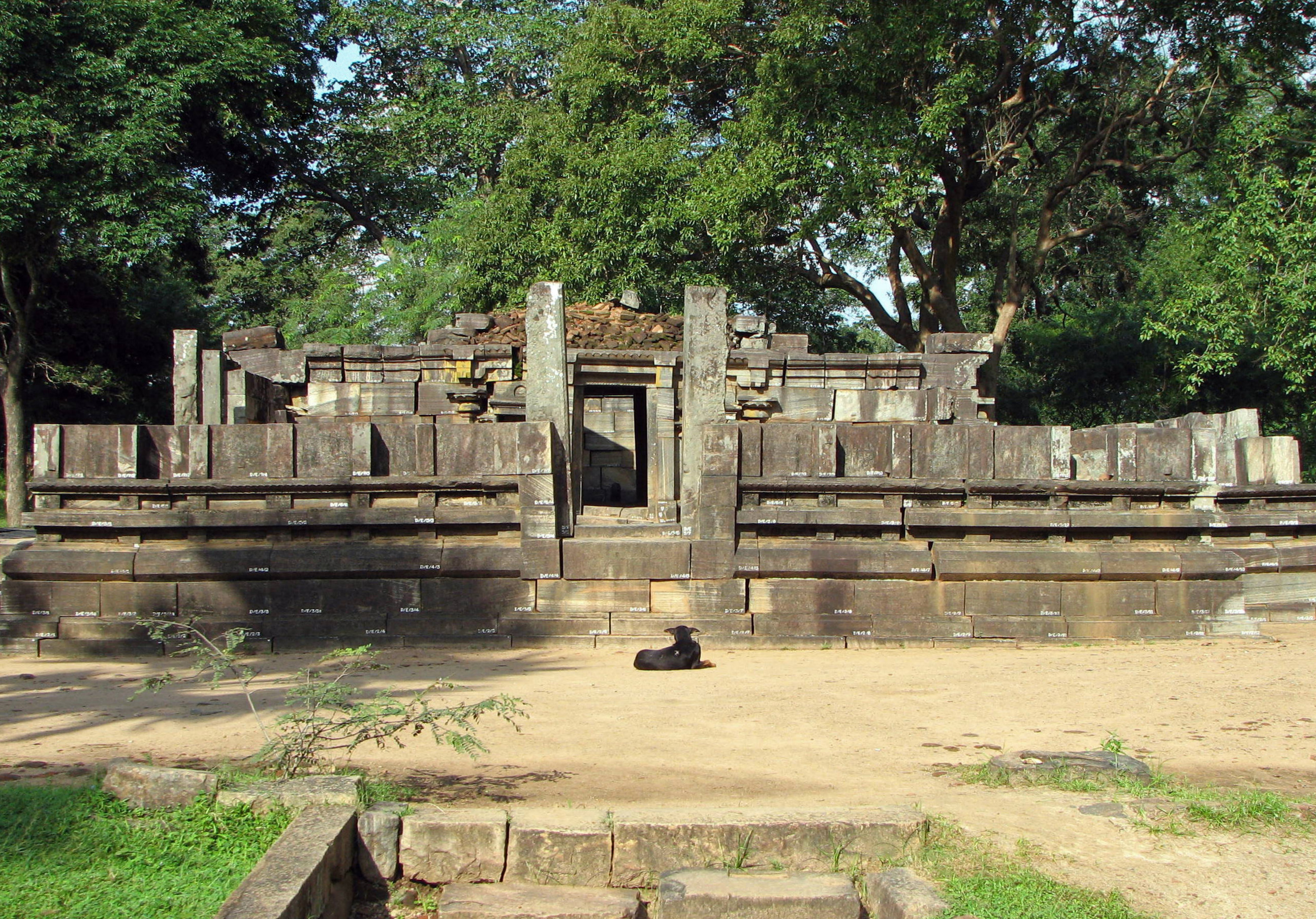
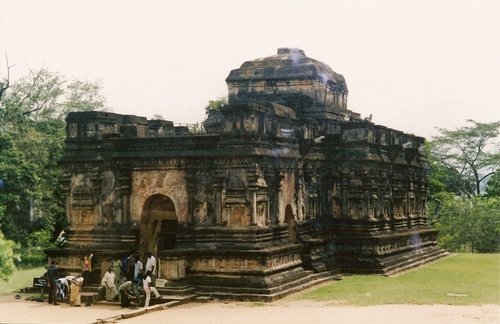
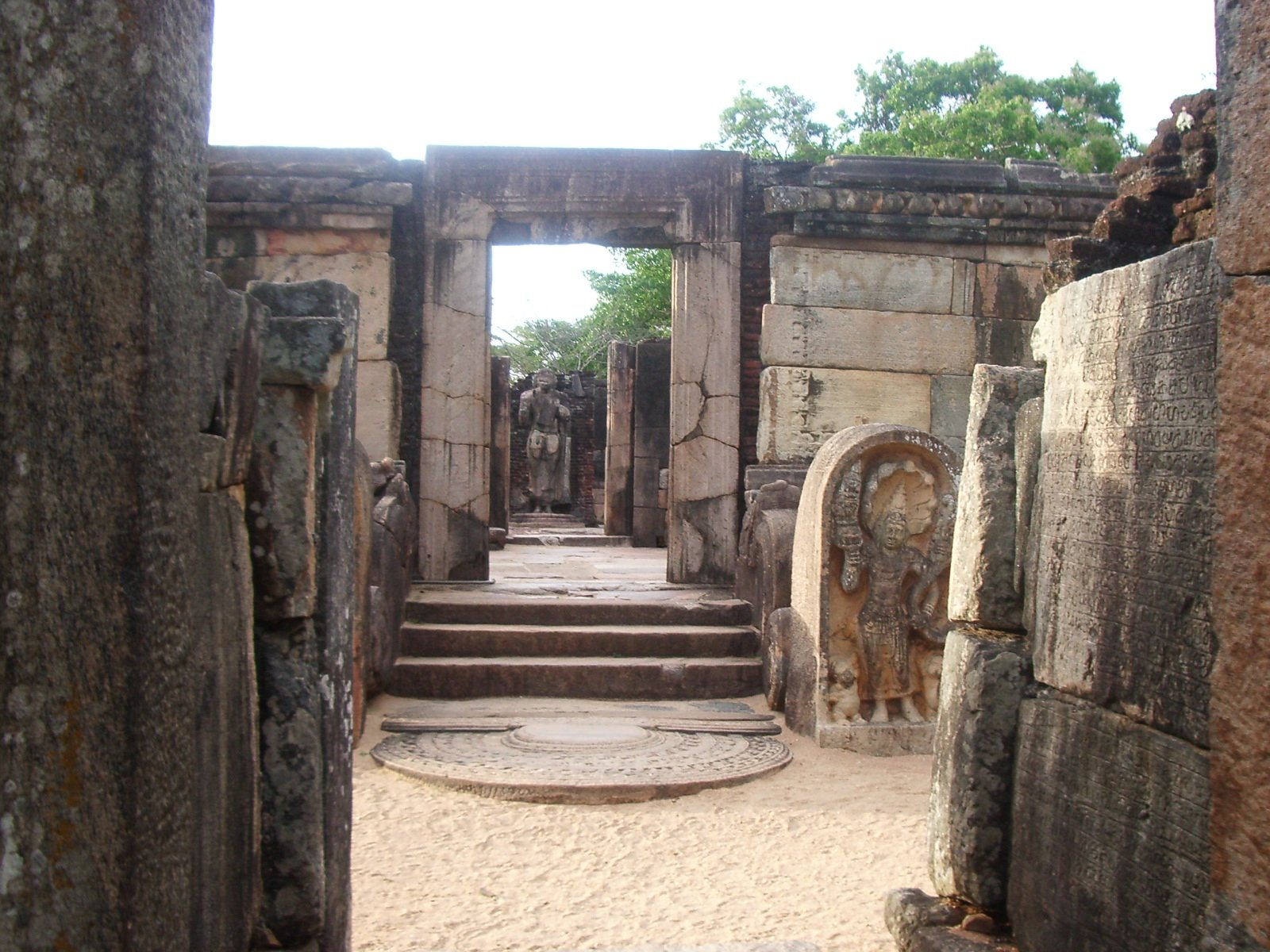
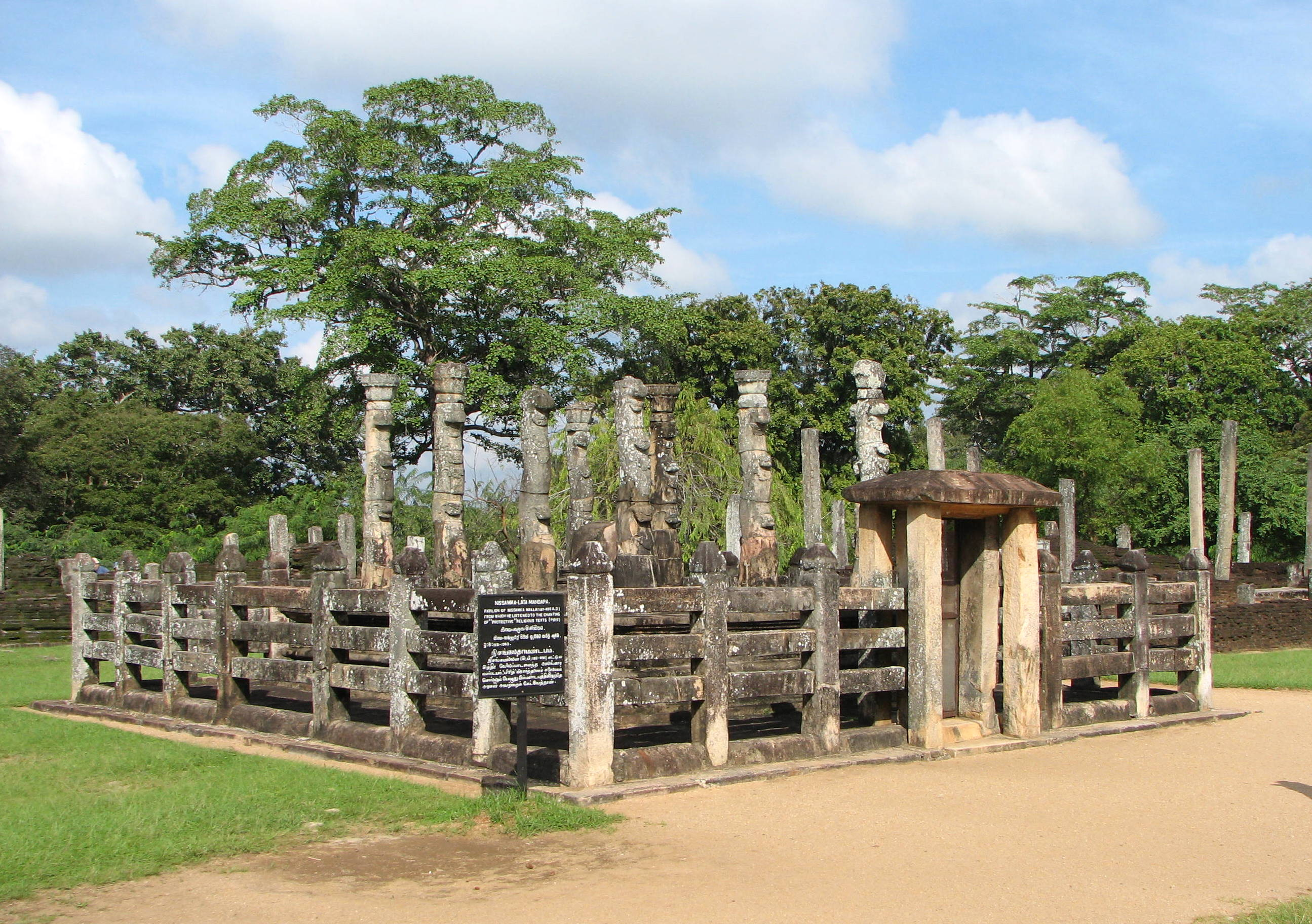
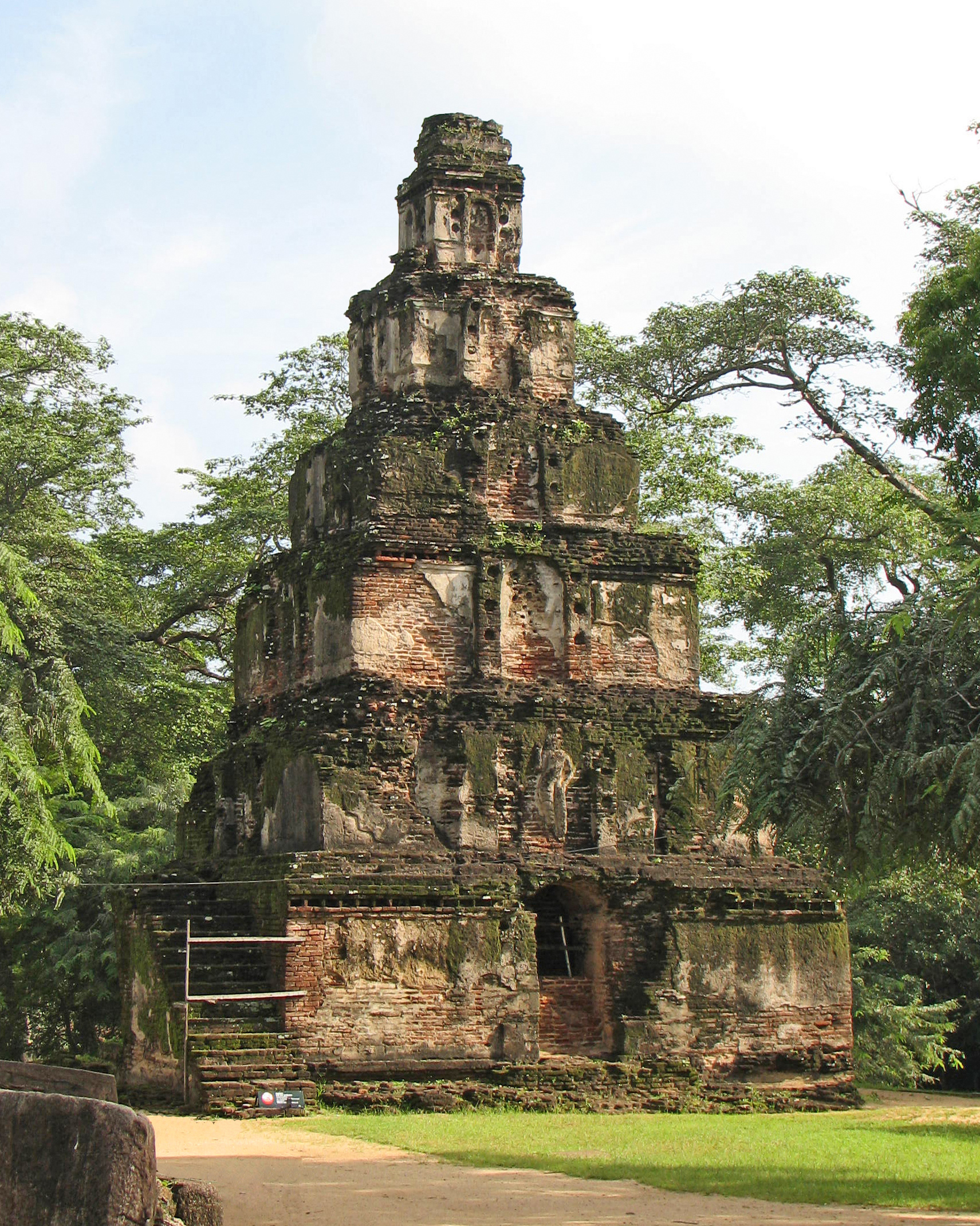
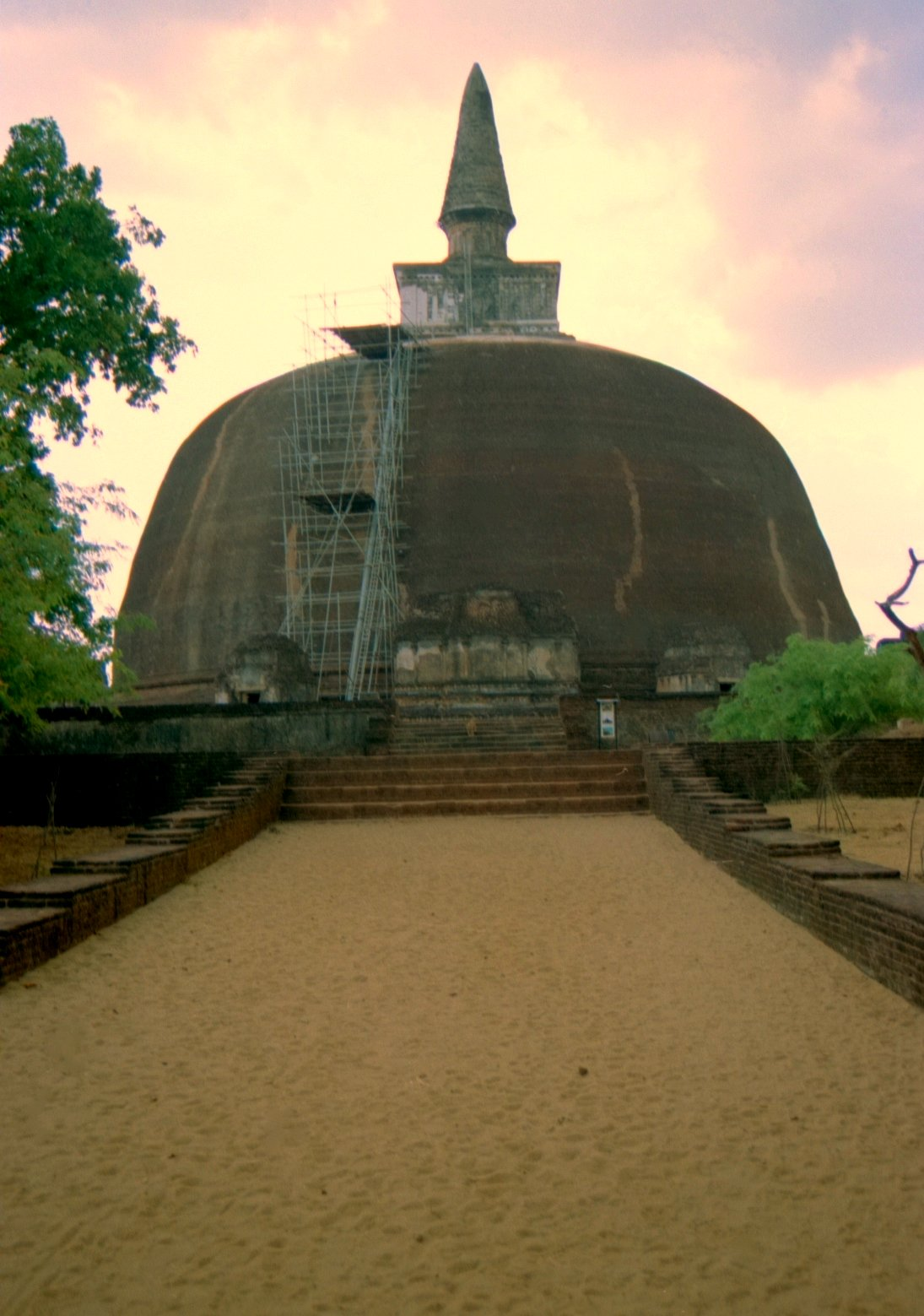
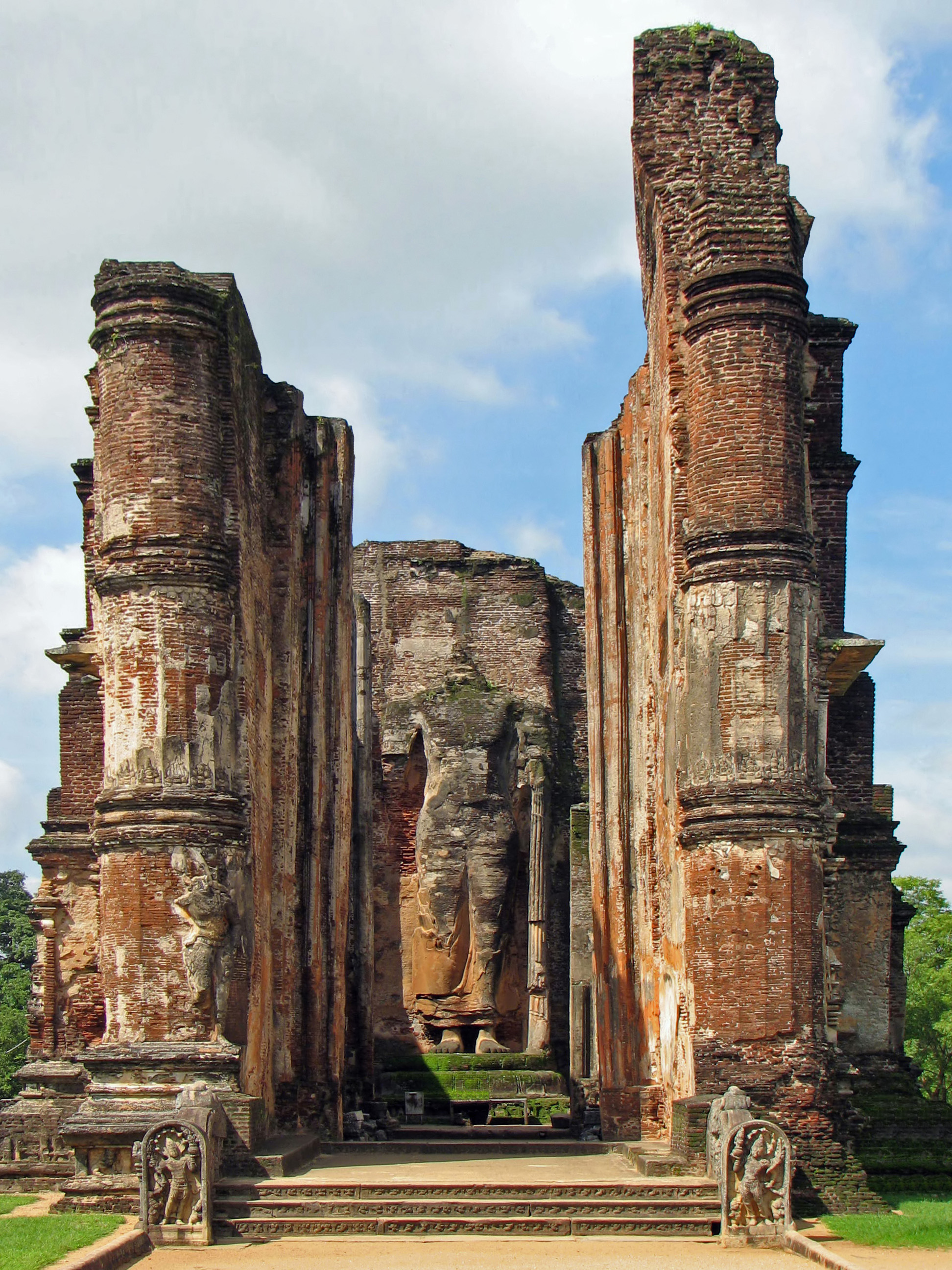
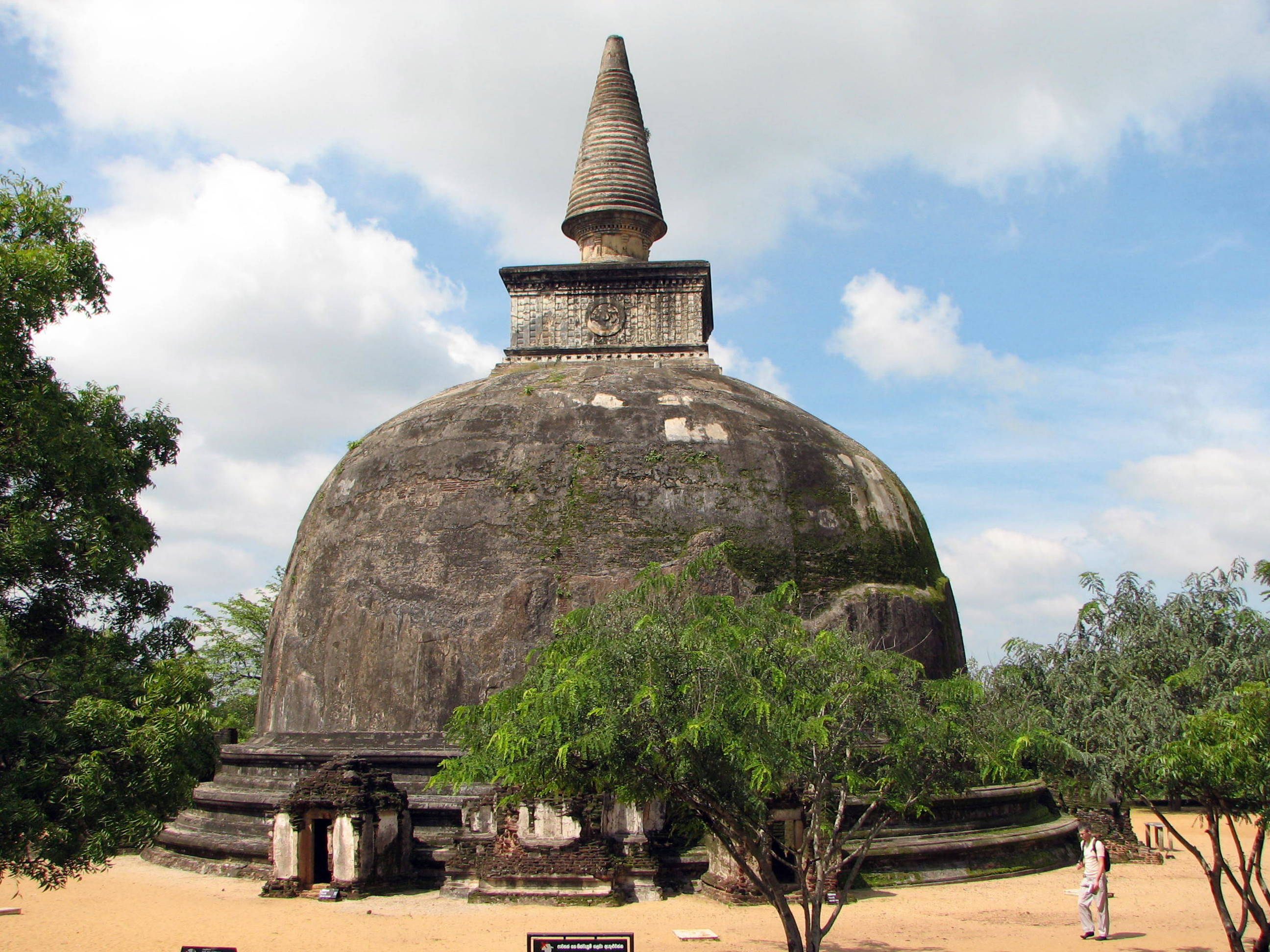
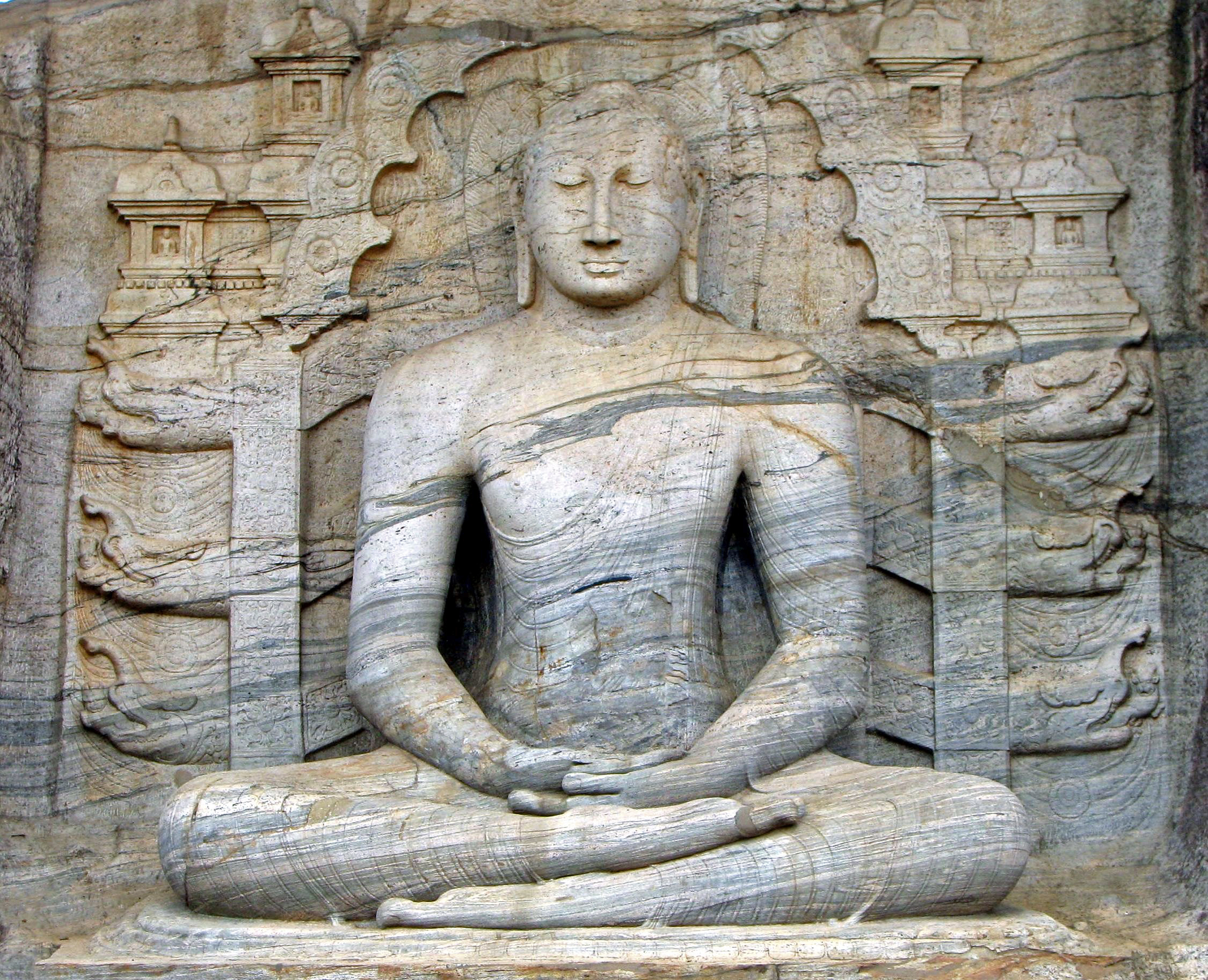
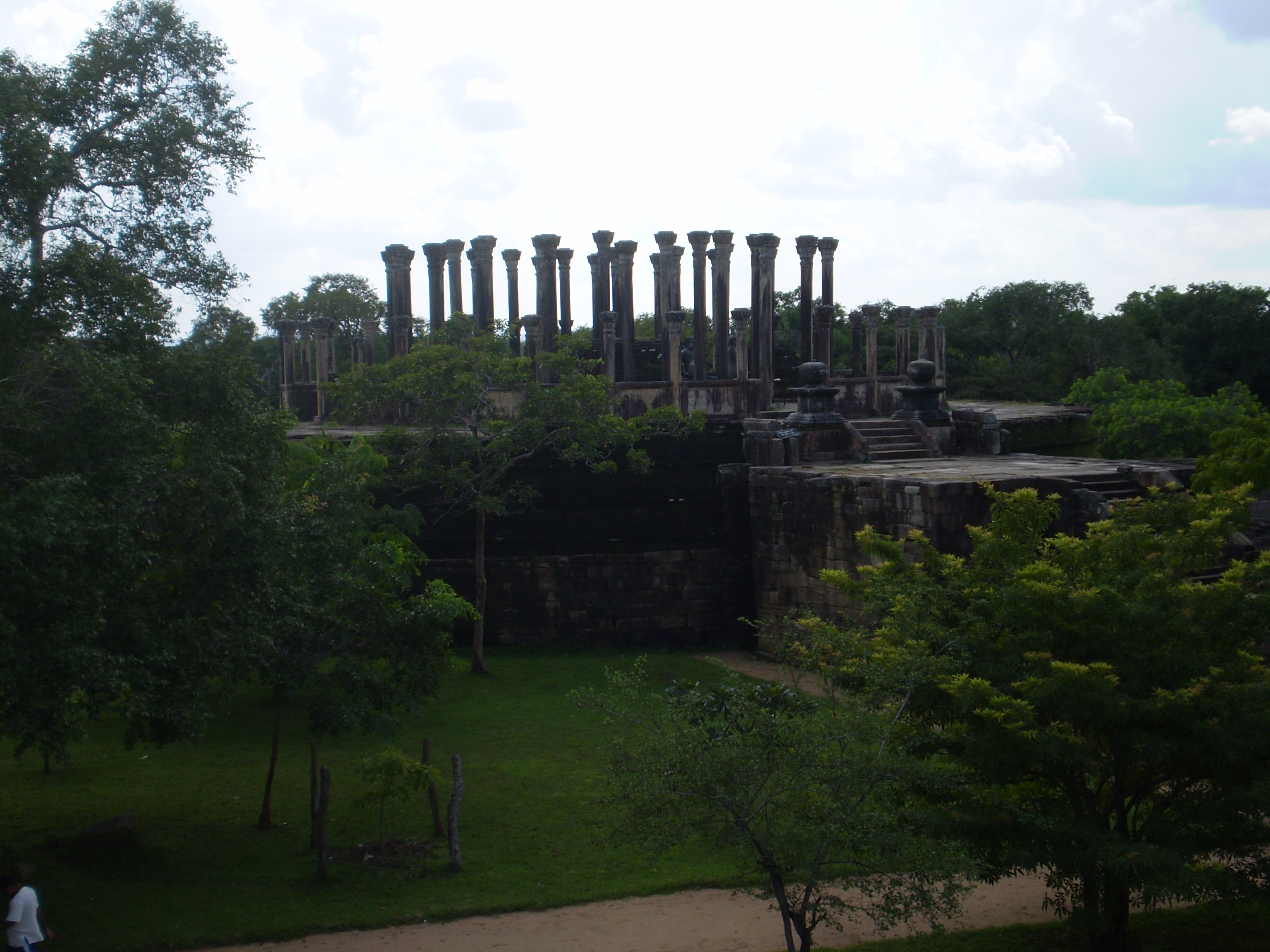
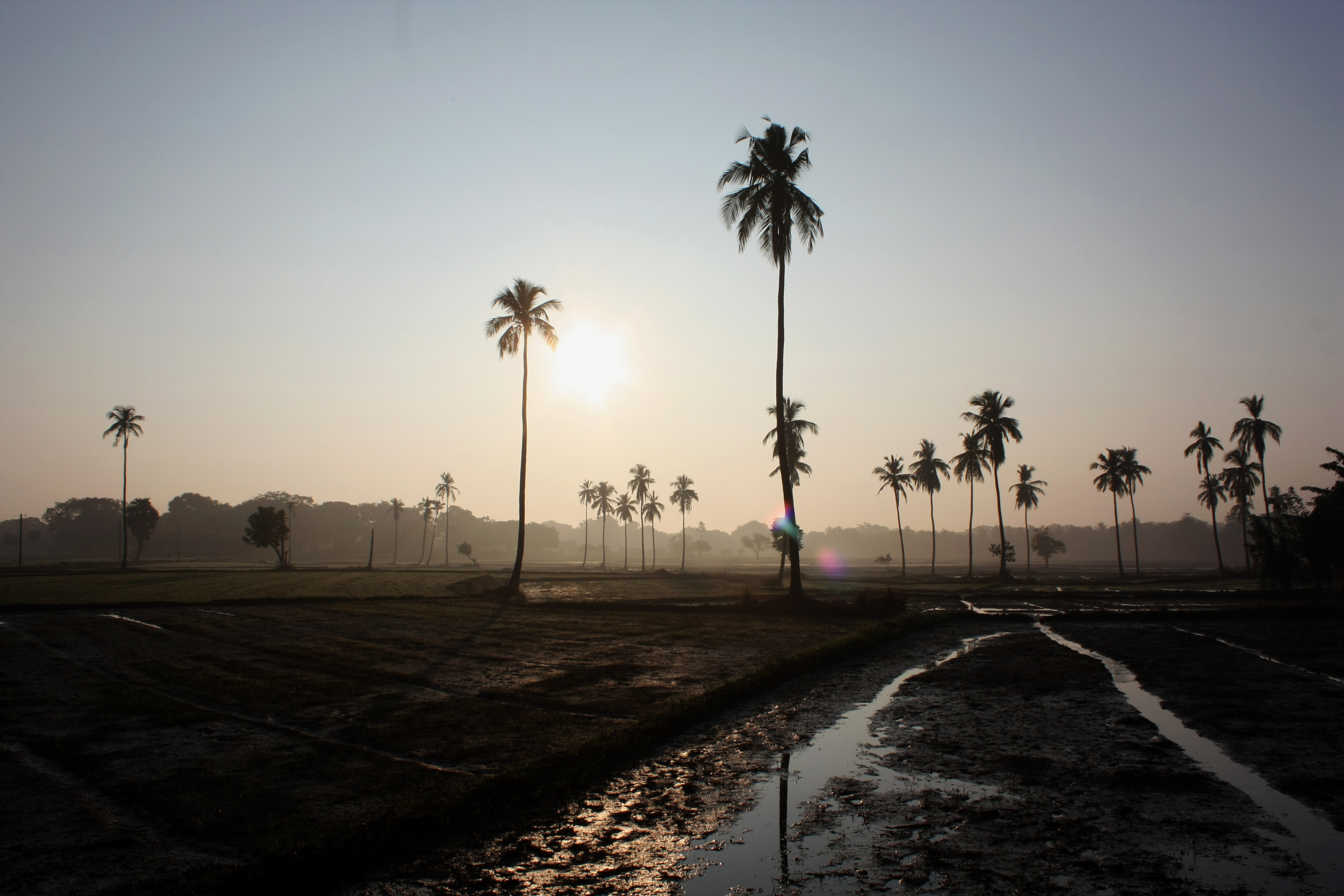